# Rino Gaetano
Salvatore Antonio Gaetano, més conegut com a Rino Gaetano (Crotona, 29 d'octubre de 1950 - Roma, 2 de juny de 1981), fou un cantautor italià molt popular durant els anys 1970.
Va néixer a Crotona, una localitat de la de Calàbria, al sud de Itàlia, i es va mudar a Roma als deu anys per motius laborals del seu progenitor. A Roma hi viuria la resta de la seva curta però intensa vida.
Després d'unes primeres exhibicions a Folkstudio, va ser descobert pel productor Vincenzo Micocci, i debutà discogràficament parlant el 1973 sota el pseudònim de Kammamuri's, amb un senzill titulat "I Love You Maryanna / Jaqueline" (amb la cara B Jaqueline). Aquesta cançó, podria ser interpretada com una metàfora al·legòrica de la marihuana, tot i que en realitat no és més que una cançó dedicada a la seva àvia Marianna, amb la qual jugava quan era petit.
El 1974 va publicar el seu primer àlbum, Ingresso Libero que, tot i que no va obtenir una bona acollida per part del públic ni dels crítics del moment, mostrava ja les pautes del que seria un estil que marcaria la resta de la seva carrera i amb el qual va arribar a triomfar, amb la seva característica veu estripada i les seves melodies enganxoses.
El reconeixement i per fi l'èxit sense dubte ho va aconseguir amb la seva cançó Ma il cielo è sempre più blu, versionada posteriorment en diverses ocasions per altres intèrprets importants del panorama musical italià, i que es va convertir en tot un himne en el seu moment.
El 1978, va participar en el Festival di Sanremo amb la cançó "Gianna", per bé que ell sempre va dir que hauria preferit interpretar "Nuntereggae più"; a la competició va quedar tercer, després d'Anna Oxa i Matia Basar. Les llistes d'èxits donarien posteriorment la volta a aquest resultat i "Gianna" es va mantenir en el número u durant diverses setmanes. Tot i que no volia tornar a participar en aquest festival, tot i l'èxit aconseguit amb aquesta cançó en la seva primera actuació, va ser obligat per la seva casa discogràfica, la qual cosa va aprofitar per fer una versió de la seva cançó "Berta Filava" en la qual usava paraules seves, més la guitarra.
Va ser un artista extremadament polifacètic, de fet el 1981, poc abans de morir, va actuar a l'obra teatral Pinocchio de Carmelo Bene.
Lamentablement, la seva carrera es va truncar de forma tràgica el 2 de juny de 1981 després d'un accident de trànsit. Curiosament, dos dies abans havia tingut un altre accident del que va aconseguir sortir il·lès, però no va tenir tanta sort en aquesta altra ocasió. La part frontal i dreta del seu cotxe van quedar destruïts. Quan va arribar l'ajuda, Rino ja estava en coma. El van portar al Policlinico Umberto I, on una radiografia va mostrar una fractura a la base del crani, diverses ferides al front, el malar dret fracturat i una possible fractura l'estèrnum. No obstant això, la clínica no tenia un departament per a les lesions cranials i el metge de guàrdia, el Dr. Novelli, va tractar en va de posar-se en contacte amb un altre hospital que tingués un departament de traumatismes cranials. Es va posar en contacte per telèfon amb el San Giovanni, el San Camillo, el director de tecnologia de la Garbatella, el Policlinico Gemelli i el San Filippo Neri, però no tenien lloc disponible. Finalment hospitalitzat al Gemelli, a les 6 am, Rino Gaetano moria. Hi va haver una gran controvèrsia sobre aquest accident, a causa de la manca d'ajuda en tots els contactats per ajudar a Gaetano i per tant, es va iniciar una investigació.
Els funerals es van celebrar a l'Església del Sacro Cuore di Gesù de Roma. Fou sebollit primer al petit cementiri de Mentana, i el 17 d'octubre el van traslladar definitivament a Campo Verano.

## Discografia

### Àlbums d'estudi
- Ingresso Libero (1974)
- Mio fratello è figlio unico (1976)
- Aida (1977)
- Nuntereggae più (1978)
- Resta vile maschio, dove vai? (1979)
- E io ci sto (1980)

### En directe
- Q Concert (amb Riccardo Cocciante i els New Perigeo; 1981)

### Antologia
- Gianna e le altre... (inclou els inèdits "Solo con io" i "Le beatitudini"; 1990)
- Aida '93 (1993)
- Superbest (1996)
- La storia (1998)
- Sotto i cieli di Rino (2003)

### Senzills
- I Love You Marianna/Jaqueline (1973)
- Ma il cielo è sempre più blu/Ma il cielo è sempre più blu (1975)
- Mio fratello è figlio unico/Berta filava (1976)
- Aida/Escluso il cane (1977)
- Gianna/Visto che mi vuoi lasciare (1978)
- Nun te reggae più/E cantava le canzoni (1978)
- Ahí Maria/Resta vile maschio, dove vai? (1979)
- Solo con io (1980)
- Le beatitudini (1981)

## Filmografia
- Rino Gaetano. Ma il cielo è sempre più blu - Raifiction, 2007